# Ач (місто)
Ач (угор. Ács) — місто на півночі Угорщині у медьє Комаром-Естергом.

## Історія
У римський період на території села знаходились два військових табори: Ад Мурес та Ад Статуас. Перша письмова згадка під назвою Villa Alch датується 1297 роком. Турки двічі спустошували село — у 1540 та 1639 роках. У 1590 році у селі жило тільки чотири сім'ї. У 17-18 столітті село почали заселяти угорські та німецькі протестанти-реформісти. Згідно з переписом 1784-1787 років у селі мешкало 670 сімей із населенням 2895 осіб. У 1848 році тут мешкало 3800 осіб, з них 1128 католиків, 2435 протестантів та 287 юдеїв. 
2 липня 1849 року у ході визвольної боротьби поблизу села відбулась битва між угорськими повстанцями під командуванням Артура Гергеї та австрійським військом під командуванням Юліуса Якоба фон Гайнау. Угорці програли бій. Багато будинків були спалені.
У 1871 році у селі Ратценхофером Конрадом побудований цукровий завод, у якому працювало 500 осіб. У 1907 році у селі стояло 715 будинків. У Першій Світовій війні брало участь 647 жителів села, з них загинуло 215 осіб. У червні 1944 році всіх євреїв депортували у концентраційні табори. Село визволене 26 березня 1945 року. 
Після війни у селі працювали цукровий завод, винокурня та млин, вирощували цукровий буряк, льон, коноплі. У 2001 році закрився цукровий завод, що боляче вдарило по економіці села. 
1 липня 2007 року поселенню дано статус міста.

## Демографія
За переписом 1 лютого 2001 року населення становило 7 239 чоловік, 2661 будинків. 98% ідентифікували себе як угорці, 0,6% складали цигани. Релігійний склад: 52% населення складають католики, 30,8% протестанти, греко-католики складали 0,4%; 0,8% налужали до іншої церкви чи конфесії; 7,7% не належать до жодної церкви чи конфесії.

## Міста-побратими
- Златна на Острові, Словаччина
- Бредуц, Румунія
- Штайнау, Німеччина